# Center za proučevanje organizacij in človeških virov
Center za proučevanje organizacij in človeških virov (kratica CPOČV) je raziskovalna enota, ki deluje v sklopu Inštituta za družbene vede Fakultete za družbene vede v Ljubljani.
Center izvaja številne raziskave na različnih področjih dela, zaposlovanja,... Trenutni vodja centra je Ivan Svetlik.